# Радзікув (Любуське воєводство)
Радзікув (пол. Radzików) — село в Польщі, у гміні Цибінка Слубицького повіту Любуського воєводства.
Населення — 232 особи (2011).
У 1975-1998 роках село належало до Зеленогурського воєводства.

## Демографія
Демографічна структура станом на 31 березня 2011 року:
|          | Загалом | Допрацездатний вік | Працездатний вік | Постпрацездатний вік |
| -------- | ------- | ------------------ | ---------------- | -------------------- |
| Чоловіки | 119     | 16                 | 80               | 23                   |
| Жінки    | 113     | 24                 | 53               | 36                   |
| Разом    | 232     | 40                 | 133              | 59                   |